# Michaela Kotásková
Michaela Kotásková (* 1. November 1991 in Frýdek-Místek, Tschechien) ist eine Boxtrainerin und Profiboxerin und hält derzeit den World Boxing Federation (WBF) Weltergewicht World Champion Titel.

## Leben

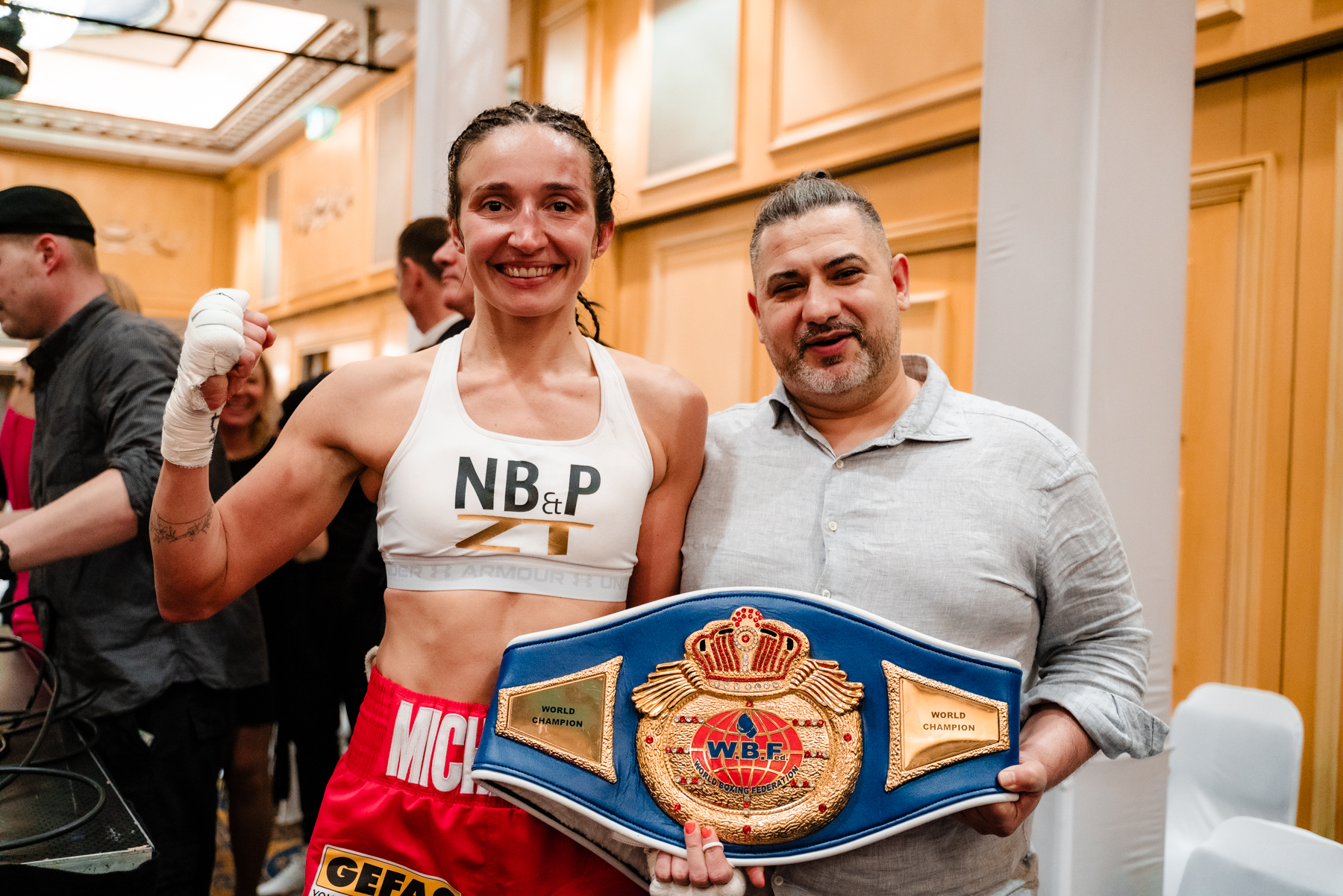
Michaela Kotásková mit Trainer Daniel Nader

Michaela Kotásková studierte von 2011 bis 2015 an der Palacký University Olomouc Germanistik und Bohemistik und begann im Oktober 2014 mit Boxen. Nach der Übersiedlung nach Wien im September 2015 für ein weiterführendes Germanistikstudium an der Universität Wien setzte sie ihr Training im Boxclub Bounce von Trainer Daniel Nader fort und nimmt seither an Wettkämpfen teil. Nebenbei ist sie auch als Trainerin tätig und unterrichtet Frauen und Jugendliche.
Zwischen 2017 und 2022 ist Michaela Kotásková als Teil der österreichischen Nationalmannschaft bei Wettkämpfen angetreten. Im Jahr 2022 wechselte Michaela ins Profilager und kämpft seitdem für den Boxclub Bounce. Sie hat seither zwölf Profikämpfe bestritten (10 Siege, 2 Unentschieden) und wurde im April 2024 Weltmeisterin im Weltergewicht nach der Version der World Boxing Federation (WBF). Am 30. November 2024 verteidigte sie den Titel zum ersten Mal und wurde vom Weltverband WBF zur Boxerin des Jahres sowie der Titelkampf zum Frauenkampf des Jahres gekürt. Die zweite Titelverteidigung folgte am 29. März 2025 in Multiversum Schwechat, wo sie die Argentinierin Gisela Noemi Luna einstimmig nach Punkten besiegte.

## Titel
- Österreichische Staatsmeisterin 2017 (69–75 kg)[6]
- Österreichische Staatsmeisterin 2018 (69–75 kg)[7]
- Österreichische Staatsmeisterin 2019 (–75 kg)[8]
- Österreichische Staatsmeisterin 2021 (–66 kg)[9]
- WBF Welterweight World Champion 2024